# Großolbersdorf
Großolbersdorf település Németországban, azon belül Szászország tartományban. Lakosainak száma 2731 fő (2023. december 31.). Großolbersdorf Drebach és Wolkenstein községekkel határos.

## Népesség
A település népességének változása:
| Lakosok száma | 2842 | 2816 | 2733 | 2725 | 2731 |
|               | 2017 | 2019 | 2021 | 2022 | 2023 |